# Yao Ming
Yao Ming (姚明S, Yáo MíngP; Shanghai, 12 settembre 1980) è un ex cestista cinese, professionista nella CBA e nella NBA.
Selezionato con la prima scelta al draft NBA 2002, Yao ha giocato nove stagioni con gli Houston Rockets, partecipando a 8 All-Star Game e venendo inserito in 5 All-NBA Team, prima di annunciare il ritiro a causa dei frequenti infortuni. Di ruolo centro, con i suoi 229 cm è stato uno dei giocatori più alti della lega.
Nel 2016 è stato inserito nella Basketball Hall of Fame e nel 2017 i Rockets hanno ritirato la sua maglia numero 11.

## Biografia
Figlio unico di due cestisti cinesi, Yao Zhiyuan e Fang Fengdi, presenta fin dalla nascita uno sviluppo fisico superiore alla media, iniziando a praticare lo sport dei genitori all'età di 9 anni, con un'altezza di 1,65 m e con il 41 di piede.

## Carriera

### Club

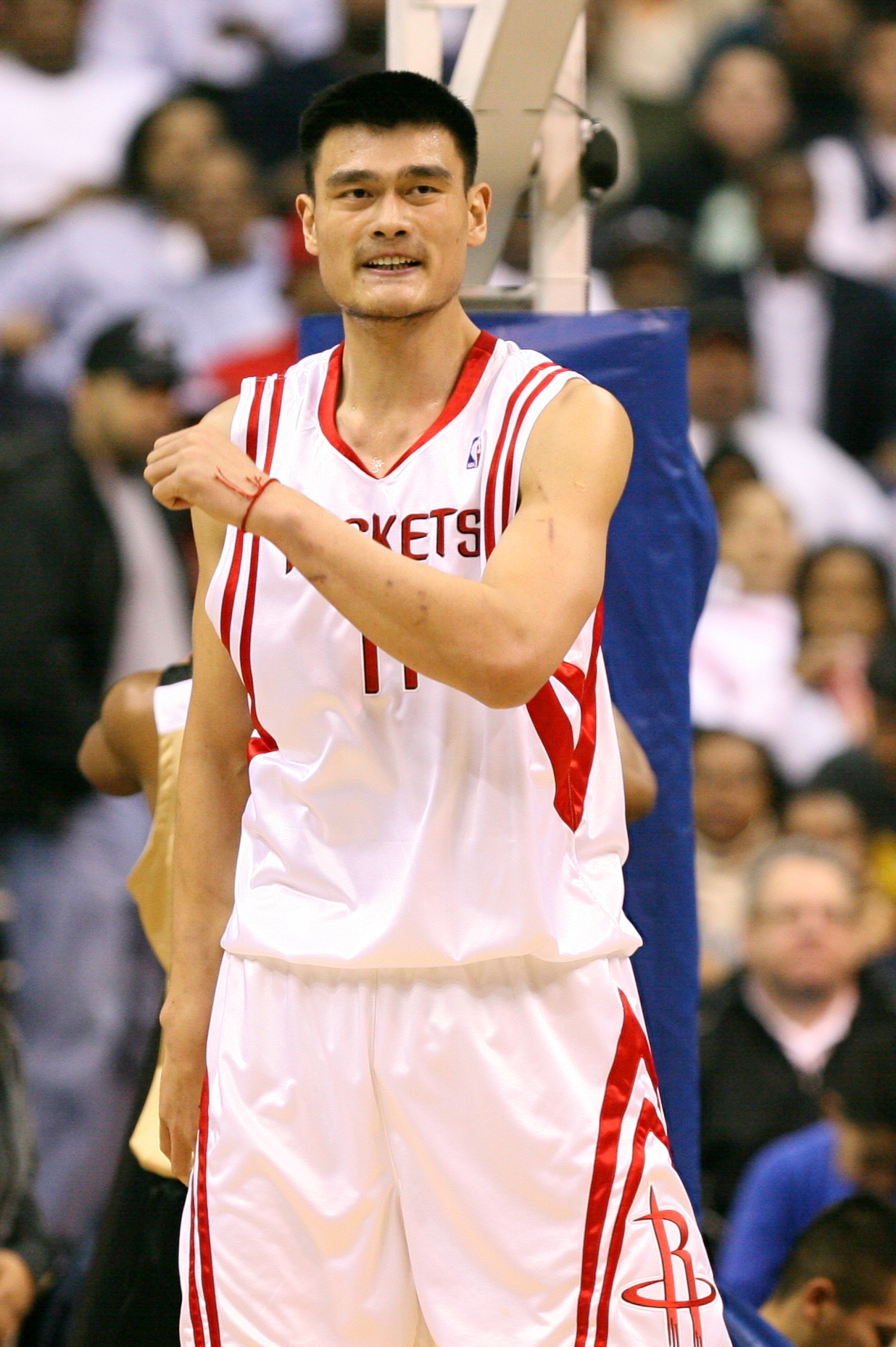
Yao Ming con la maglia dei Rockets

Nel draft del 2002 viene scelto dagli Houston Rockets con la prima scelta assoluta, primo cinese a riuscire in tale impresa. Durante la sua prima stagione dimostra condizioni eccellenti, giocando regolarmente e con un buon livello di rendimento, ottenendo la sua prima convocazione per l'All-Star Game 2003 come riserva di Tim Duncan per la selezione Ovest. Nonostante le buone premesse il NBA Rookie of the Year Award gli viene soffiato da Amar'e Stoudemire dei Phoenix Suns.
Nei due anni successivi colleziona ottime prestazioni che gli valgono altre convocazioni in All-Star, ma nelle stagioni seguenti iniziano i problemi fisici, che lo costringono a saltare ben 250 gare. Nella stagione 2008-09, durante gara 3 delle semifinali dei playoff di conference, contro i Lakers, ha riportato un grave infortunio (frattura al piede sinistro), che ha compromesso la sua partecipazione alla successiva stagione NBA e che ha rischiato di porre fine perfino alla sua carriera. Il 1º luglio 2010 ha ufficializzato, insieme alla società, che sarebbe tornato a giocare a tutti gli effetti nella stagione 2010-11.
A gennaio del 2011 decide di intervenire chirurgicamente sulla caviglia sinistra. Nel maggio successivo il recupero sembrava procedere nel migliore dei modi. Dopo aver giocato solamente 5 partite durante la stagione 2010-11 a causa dell'infortunio al piede sinistro che lo tormenta da anni, decide il 20 luglio 2011 di ritirarsi definitivamente dai campi da gioco della NBA.

### Nazionale
È stato titolare e leader indiscusso della nazionale cinese. Ha partecipato ai Giochi olimpici di Atene 2004, durante i quali è stato il portabandiera della Cina nella cerimonia d'apertura. 
Quattro anni dopo, in occasione dei Giochi di Pechino 2008, ha umilmente rifiutato di portare la fiamma olimpica a Pechino, affermando che esistono atleti cinesi migliori di lui, ma è stato comunque scelto nuovamente come portabandiera in occasione della kermesse casalinga.

## Statistiche

### NBA

#### Regular Season
| Anno      | Squadra         | PG  | PT  | MP   | TC%  | 3P%  | TL%  | RP   | AP  | PRP | SP  | PP   |
| --------- | --------------- | --- | --- | ---- | ---- | ---- | ---- | ---- | --- | --- | --- | ---- |
| 2002-2003 | Houston Rockets | 82  | 72  | 29,0 | 49,8 | 50,0 | 81,1 | 8,2  | 1,7 | 0,4 | 1,8 | 13,5 |
| 2003-2004 | Houston Rockets | 82  | 82  | 32,8 | 52,2 | 0,0  | 80,9 | 9,0  | 1,5 | 0,3 | 1,9 | 17,5 |
| 2004-2005 | Houston Rockets | 80  | 80  | 30,6 | 55,2 | -    | 78,3 | 8,4  | 0,8 | 0,4 | 2,0 | 18,3 |
| 2005-2006 | Houston Rockets | 57  | 57  | 34,2 | 51,9 | 0,0  | 85,3 | 10,2 | 1,5 | 0,5 | 1,6 | 22,3 |
| 2006-2007 | Houston Rockets | 48  | 48  | 33,8 | 51,6 | 0,0  | 86,2 | 9,4  | 2,0 | 0,4 | 2,0 | 25,0 |
| 2007-2008 | Houston Rockets | 55  | 55  | 37,2 | 50,7 | 0,0  | 85,0 | 10,8 | 2,3 | 0,5 | 2,0 | 22,0 |
| 2008-2009 | Houston Rockets | 77  | 77  | 33,6 | 54,8 | 100  | 86,6 | 9,9  | 1,8 | 0,4 | 1,9 | 19,7 |
| 2010-2011 | Houston Rockets | 5   | 5   | 18,2 | 48,6 | -    | 93,8 | 5,4  | 0,8 | 0,0 | 1,6 | 10,2 |
| Carriera  | Carriera        | 486 | 476 | 32,5 | 52,4 | 20,0 | 83,3 | 9,2  | 1,6 | 0,4 | 1,9 | 19,0 |

#### Playoffs
| Anno     | Squadra         | PG | PT | MP   | TC%  | 3P% | TL%  | RP   | AP  | PRP | SP  | PP   |
| -------- | --------------- | -- | -- | ---- | ---- | --- | ---- | ---- | --- | --- | --- | ---- |
| 2004     | Houston Rockets | 5  | 5  | 37,0 | 45,6 | -   | 76,5 | 7,4  | 1,8 | 0,4 | 1,4 | 15,0 |
| 2005     | Houston Rockets | 7  | 7  | 31,4 | 65,5 | -   | 72,7 | 7,7  | 0,7 | 0,3 | 2,7 | 21,4 |
| 2007     | Houston Rockets | 7  | 7  | 37,1 | 44,0 | -   | 88,0 | 10,3 | 0,9 | 0,1 | 0,7 | 25,1 |
| 2009     | Houston Rockets | 9  | 9  | 35,9 | 54,5 | -   | 90,2 | 10,9 | 1,0 | 0,4 | 1,2 | 17,1 |
| Carriera | Carriera        | 28 | 28 | 35,3 | 51,9 | -   | 83,3 | 9,3  | 1,0 | 0,3 | 1,5 | 19,8 |

## Fuori dal campo

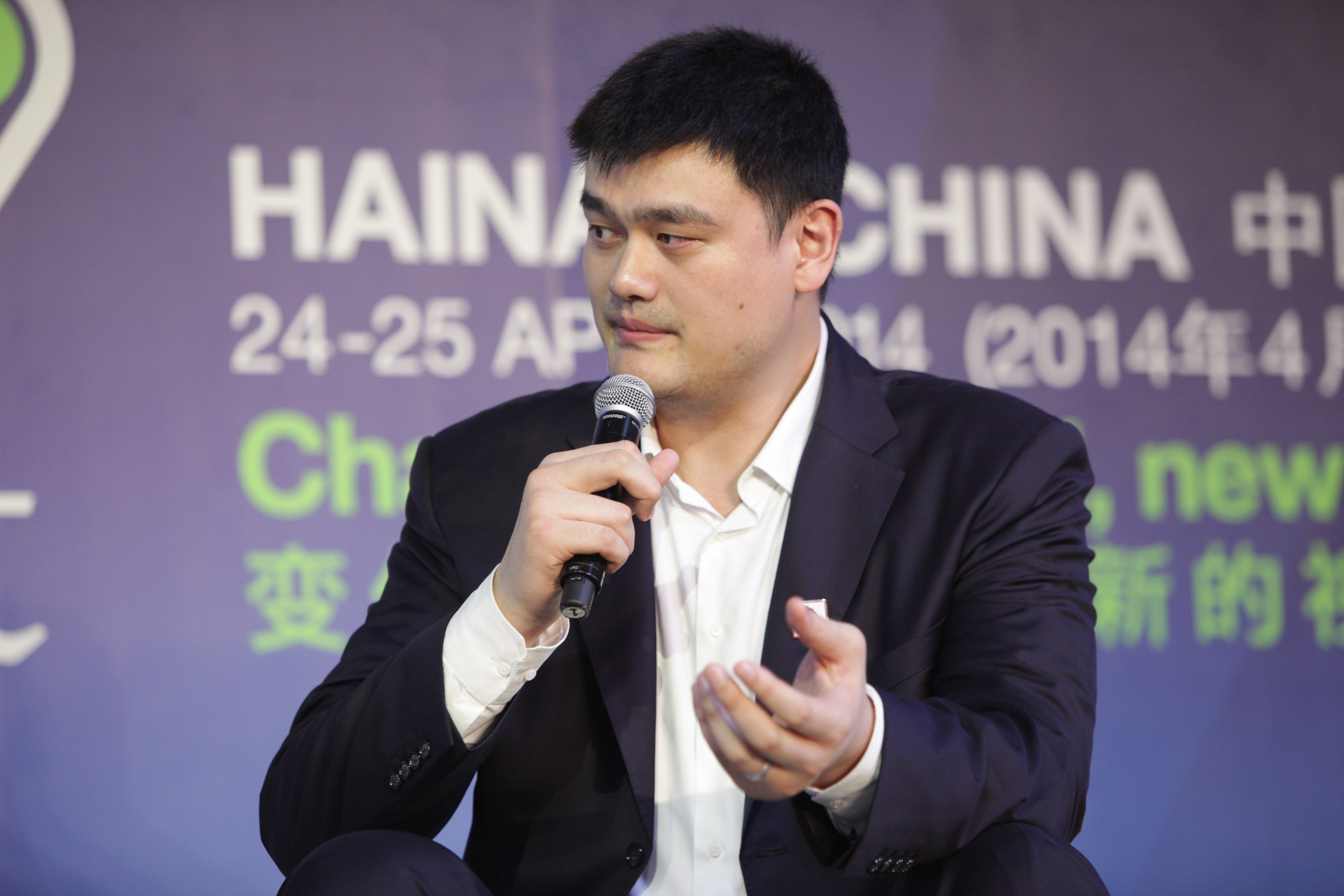
Yao Ming nel 2014

Nel 2007 si è sposato a Shanghai con Ye Li, cestista cinese alta 190 cm. Insieme a Liu Xiang, Yao è uno degli sportivi più famosi del suo paese. Tra le aziende che lo sponsorizzano vi sono Reebok, Coca-Cola, McDonald's, Visa, Apple, e Garmin.
Insieme a Steve Nash ha organizzato una partita di beneficenza, svoltasi il 15 settembre 2007, per la raccolta di fondi da destinare ai bambini delle disagiate zone occidentali della Cina. È anche ambasciatore cinese del NBA's Basketball Without Borders, programma per la promozione della pallacanestro e la raccolta di fondi per le zone povere del mondo, e testimonial di una campagna anti-AIDS in Cina.

## Palmarès

### Club
- Campionato cinese: 1

Shangai Sharks: 2002

### Individuale
- NBA All-Rookie First Team: 1

2003
- All-NBA Second Team: 2

2007, 2009
- All-NBA Third Team: 3

2004, 2006, 2008
- NBA All-Star: 8

2003, 2004, 2005, 2006, 2007, 2008, 2009, 2011
- FIBA World Cup All-Tournament Teams: 1

2002
- La sua maglia n°11 è stata ritirata il 3 febbraio 2017 dagli Houston Rockets[14]